# Napadówka (rejon lipowiecki)
Napadówka (ukr. Нападівка) – wieś na Ukrainie w rejonie lipowieckim, obwodu winnickiego.
Według pamiętników Tadeusza Bobrowskiego dziedzicem Napadówki był marszałek powiatu lipowieckiego o roku 1830, Jan Przyłuski. Po jego śmierci, parę lat po roku 1851 z licytacji kupił Napadówkę obywatel pow. zwinogródzkiego Protopopów.

## Pałac
- pałac wybudowany pod koniec XVIII w. lub na początku XIX w. o cechach stylu klasycystycznego przetrwał dwie wojny światowe[2].